# Grafo concettuale
Un grafo concettuale è una notazione logica basata sui grafi esistenziali di Charles Sanders Peirce e le reti semantiche usate in intelligenza artificiale. Nel primo articolo pubblicato sull'argomento, John F. Sowa usò i grafi concettuali per rappresentare gli schemi concettuali utilizzati nei sistemi di database. Il primo libro sui grafi concettuali (Sowa, 1984) fornì applicazioni a un'ampia gamma di argomenti in intelligenza artificiale, informatica e scienze cognitive.

## Rami di ricerca

Il gatto Elsie è seduto su una stuoia

### Interfaccia grafica per la logica del primo ordine
In questo approccio, una formula nella logica del primo ordine (calcolo dei predicati) è rappresentata da un grafico etichettato.
Una notazione lineare, denominata CGIF (Conceptual Graph Interchange Format), è stata standardizzata nello standard ISO per la logica comune.
Il diagramma sopra è un esempio del modulo di visualizzazione per un grafico concettuale. Ogni box è chiamato nodo di concetto e ogni ovale è chiamato nodo di relazione. In CGIF, questo CG sarebbe rappresentato dalla seguente dichiarazione:
[Cat Elsie] [Sitting *x] [Mat *y] (agent ?x Elsie) (location ?x ?y)
In CGIF, le parentesi racchiudono le informazioni all'interno dei nodi del concetto e le parentesi racchiudono le informazioni all'interno dei nodi della relazione. Le lettere x e y, chiamate etichette di coreferenza, mostrano come sono collegati il concetto e i nodi di relazione. In CLIF, quelle lettere sono mappate su variabili, come nella seguente dichiarazione:
(exists ((x Sitting) (y Mat)) (and (Cat Elsie) (agent x Elsie) (location x y)))
Come mostra questo esempio, gli asterischi sulle etichette di coreferenza *xe *yin CGIF si associano a variabili quantificate esistenzialmente in CLIF, mentre i punti interrogativi su ?xe ?ymappano a variabili vincolate in CLIF. Un quantificatore universale, rappresentato @every*zin CGIF, sarebbe rappresentato forall (z)in CLIF.
Il ragionamento può essere fatto traducendo i grafici in formule logiche, quindi applicando un motore di inferenza logica.

### Calcolo schematico della logica
Un altro ramo di ricerca continua il lavoro sui grafi esistenziali di Charles Sanders Peirce, che furono una delle origini dei grafi concettuali proposti da Sowa. In questo approccio, sviluppato in particolare da Dau (2003), i grafi concettuali sono diagrammi concettuali piuttosto che grafici nel senso di teoria dei grafi, e le operazioni di ragionamento sono eseguite da operazioni su questi diagrammi.

### Rappresentazione della conoscenza basata su grafici e modello di ragionamento
Le caratteristiche chiave di GBKR, la rappresentazione della conoscenza basata su grafici e il modello di ragionamento sviluppato da Chein e Mugnier e dal gruppo di Montpellier (Chein & Mugnier - 2009), possono essere riassunte come segue:
- Tutti i tipi di conoscenza (ontologia, regole, vincoli e fatti) sono etichettati come grafici, che forniscono un mezzo intuitivo e facilmente comprensibile per rappresentare la conoscenza.
- I meccanismi di ragionamento si basano su nozioni di grafi, fondamentalmente la nozione classica di omomorfismo di grafi; ciò consente, in particolare, di collegare problemi di ragionamento di base ad altri problemi fondamentali in informatica (ad esempio, problemi riguardanti query congiuntive in database relazionali o problemi di soddisfazione dei vincoli).
- Il formalismo è logicamente fondato, cioè ha una semantica nella logica del primo ordine e i meccanismi di inferenza sono sani e completi rispetto alla deduzione nella logica del primo ordine.
- Da un punto di vista computazionale, la nozione di omomorfismo del grafo è stata riconosciuta negli anni '90 come nozione centrale, e sono stati ottenuti risultati di complessità e algoritmi efficienti in diversi domini.

COGITANT e COGUI sono strumenti che implementano il modello GBKR. COGITANT è una libreria di classi C ++ che implementa la maggior parte delle nozioni e dei meccanismi di ragionamento GBKR. COGUI è un'interfaccia utente grafica dedicata alla costruzione di una knowledge base GBKR (integra COGITANT e, tra le numerose funzionalità, contiene un traduttore da GBKR a RDF/S e viceversa).

#### Generalizzazione delle frasi e diagrammi di generalizzazione
La generalizzazione delle frasi e i diagrammi di generalizzazione possono essere definiti come un tipo speciale di grafici concettuali che possono essere costruiti automaticamente da alberi sintattici di analisi e supportano il compito di classificazione semantica. La misura di similarità tra alberi sintattici di analisi può essere eseguita come operazione di generalizzazione sugli elenchi di sotto-alberi di questi alberi. I diagrammi sono la rappresentazione della mappatura tra il livello di generalizzazione della sintassi e il livello di generalizzazione della semantica (anti-unificazione delle forme logiche). I diagrammi di generalizzazione sono destinati ad essere una rappresentazione semantica più accurata rispetto ai grafici concettuali convenzionali per le singole frasi perché solo le comunanze sintattiche sono rappresentate a livello semantico.